# Čechočovice
Čechočovice (in tedesco Czechoczowitz) è un comune della Repubblica Ceca facente parte del distretto di Třebíč, nella regione di Vysočina.